# Ройс, Генри
Сэр Фредрик Генри Ройс, 1-й баронет Ситон (англ. Sir Frederick Henry Royce, 1st Baronet of Seaton; 27 марта 1863, Алвалтон, Хантингдоншир — 22 апреля 1933) — британский инженер, конструктор моторов и автомобилей, предприниматель, основавший совместно с Чарльзом Роллсом компанию Rolls-Royce. Баронет, офицер Ордена Британской империи (1930).

## Биография
Генри Ройс родился пятым ребёнком в семье Джеймса Ройса — мельника, работавшего на арендованной мельнице. Дела шли плохо, семья переехала в Лондон, а в 1872 году отец умер. Ройс, отучившись всего один год в школе, зарабатывал деньги разноской газет и телеграмм.
В 1878 году с помощью тётки мальчик устроился учеником в железнодорожные мастерские в Питерборо. Три года спустя он вернулся в Лондон, работал на электрическую компанию, с 1882 года трудился электриком в Ливерпуле.
В 1884 году, накопив 20 фунтов, Ройс совместно с Эрнестом Клермонтом основал мануфактуру по производству электроприборов. В 1894 году была основана компания по производству подъёмных кранов «F. H. Royce & Company», в 1899 году разместившая акции на бирже и построившая фабрику в Олд Траффорде. Краны, спроектированные Ройсом, выпускались и после его смерти — вплоть до 1964 года.
Свой первый автомобиль, De Dion-Bouton, Ройс приобрёл в 1901 году. Оставшись недовольным французским качеством, в 1904 году он построил автомобиль по собственному проекту. Из трёх автомобилей, собранных Ройсом, один достался его партнёру, Генри Эдмундсу, который свёл Ройса с богатым спортсменом Чарльзом Роллсом. В декабре 1904 года союз Ройса и Роллса произвёл первый опытный автомобиль под маркой Rolls-Royce, а в 1906 году было официально начато мелкосерийное производство Rolls-Royce Ltd., независимое от F. H. Royce & Company.
В 1911 году здоровье Ройса резко ухудшилось. В 1912 году он перенёс операцию, которая считалась безнадёжной, но выжил и вернулся в строй, однако уже не мог посещать заводские цеха. До самого конца он лично инспектировал все чертежи, создававшиеся конструкторами Rolls-Royce, а сам сосредоточился на авиационных моторах. За моторы Rolls-Royce — основу британской авиации в годы Первой мировой войны — в 1930 году Генри Ройс был произведен в баронеты.
Генри Ройс, инженер, родившийся в 1863 году, в Алвалтоне под Питерборо. Обделённый в детстве, он обучился всему сам. Среди его трудов — проектирование и постройка автомобилей Rolls-Royce, завоевавших всемирное признание, внёсших важнейший вклад в Великую войну, и проектирование авиамоторов Rolls-Royce, на которые приходилось больше мощности союзной авиации, чем на какие-либо другие. Аэропланы с его моторами пересекли Атлантику за 16 часов и были первыми, долетевшими из Англии до Австралии. Эта статуя поставлена акционерами Rolls-Royce в 1923 году, в год, когда он по-прежнему трудится главным инженером компании.Надпись на прижизненном памятнике Г. Ройсу, установленном в Дерби.